# Genuchus mayidianus
Genuchus mayidianus är en skalbaggsart som beskrevs av Basilewsky 1950. Genuchus mayidianus ingår i släktet Genuchus och familjen Cetoniidae. Inga underarter finns listade i Catalogue of Life.